# Glasört
Glasört (Salicornia europaea) är en ettårig ört tillhörande familjen amarantväxter. 
Glasört blir mellan 5 och 20 centimeter hög och har tjocka köttiga blad. Både bladen och stjälken är ofta rödaktiga. Den växer på öppna ler- och slamområden nära havet. Arten är en kleistogam, vilket innebär att den har en helt tillsluten blomma som befruktar sig själv. Blommorna sitter tre och tre längst in vid stjälken, och den blommar normalt mellan juli och september. Förekommer fläckvis längs kuster i hela Norden men är mindre vanlig längs Östersjön. Arten kan förväxlas med styv glasört.
Förr användes bränd glasört för att tillverka soda som användes för tillverkning av glas. Den är därför även känd som sodaört. Den användes även för att bota skörbjugg.
Glasört har en angenäm sursalt smak och serveras i olika anrättningar. I restaurangsammanhang kallas den ofta "havskorall", vilket återspeglar det nederländska namnet "zeekraal".